# Lagerstroemia subangulata
Lagerstroemia subangulata är en fackelblomsväxtart som först beskrevs av William Grant Craib, och fick sitt nu gällande namn av Caetano Xavier Furtado och Montien. Lagerstroemia subangulata ingår i släktet Lagerstroemia och familjen fackelblomsväxter. Inga underarter finns listade i Catalogue of Life.